# Меноя
Мено̀я (на гръцки: Μενόγια) е село в Кипър, окръг Ларнака. Според статистическата служба на Република Кипър през 2001 г. селото има 50 жители.
Намира се на 2 km западно от Анлисидес.